# Jan August

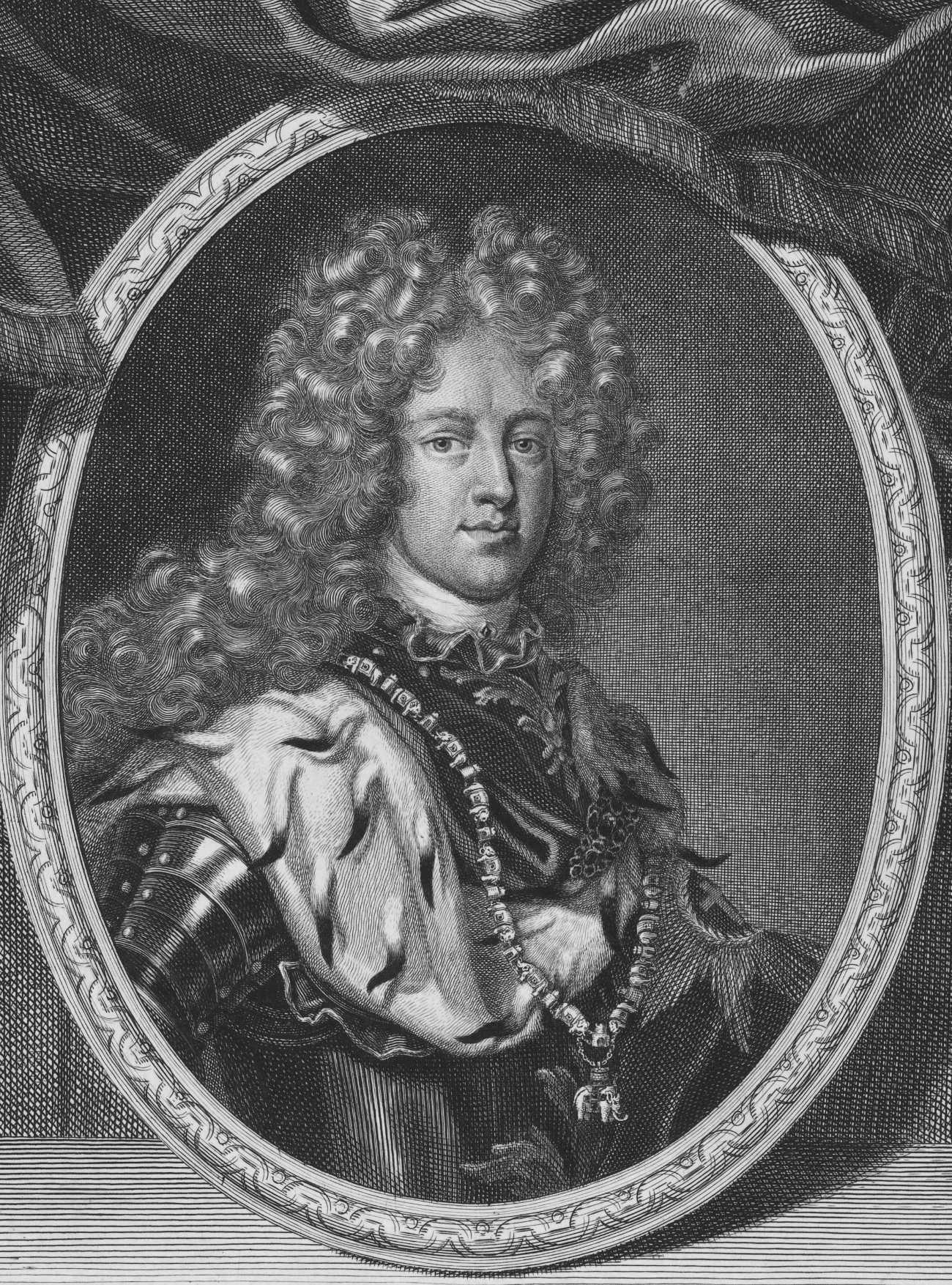

Johann August (ur. 29 lipca 1677 w Zerbst, zm. 7 listopada 1742 tamże) – książę Anhaltu-Zerbst z dynastii askańskiej. Jego władztwo było częścią Świętego Cesarstwo Rzymskiego Narodu Niemieckiego. 
Był starszym z dwóch synów księcia Anhaltu-Zerbst Karola Wilhelma i jego żony księżnej Zofii Sachsen-Weißenfels (młodszy brat Jana Augusta – Karol Fryderyk zmarł w wieku piętnastu lat). Na tron wstąpił po śmierci ojca (3 listopada 1718). 
25 maja 1702 w Zerbst poślubił księżniczkę Saksonii-Gothy-Altenburga Fryderykę (1675–1709). 8 października 1715 w Zerbst ożenił się po raz drugi z księżniczką Wirtembergii-Weiltingen - Jadwigą Fryderyką (1691–1752). Z żadnego z tych związków nie miał dzieci. Po śmierci jego następcami jako współrządcy zostali bracia stryjeczni - książęta Jan Ludwik II i Chrystian August (od 1704 panujący w Anhalcie-Dornburgu).